# Léon de Jong
Léon Willem Evert de Jong (Gouda, 31 augustus 1982) is een Nederlandse politicus namens de Partij voor de Vrijheid (PVV).

## Biografie
De Jong deed de mbo-opleidingen Facilitaire Dienstverlening en Detailhandel Marketing en was werkzaam in commerciële functies in de detailhandel.
Hij was van 17 juni 2010 tot 20 september 2012 lid van de Tweede Kamer der Staten-Generaal. Hij hield zich in de Tweede Kamer bezig met de portefeuilles Sociale Zaken & Werkgelegenheid en Infrastructuur.
Bij de gemeenteraadsverkiezingen van maart 2014 was De Jong voor de PVV lijsttrekker in Den Haag. Hij werd verkozen tot fractievoorzitter en werd onmiddellijk geconfronteerd met het weglopen van zijn fractiegenoot Chris van der Helm bij de PVV, na de omstreden Marokkanen-uitspraak van PVV-leider Geert Wilders op de avond van de verkiezingen in een Haags café, waarvoor Wilders zich voor de rechter moest verantwoorden. Op 28 september 2015 werd bekend dat De Jong de Haagse gemeentepolitiek zou verlaten om fractiemedewerker te worden bij de PVV-fractie in het Europees Parlement. In maart 2017 keerde De Jong terug in de Tweede Kamer. 

## Privé
Op 26 mei 2014 maakte PVV-fractiesecretaris Fleur Agema in Fab Magazine bekend een relatie te hebben met De Jong. Samen kregen ze in februari 2015 een dochter.

## Trivia
- De Jong is ook actief in de muziekbranche en nam in 2004 deel aan Popstars - the Rivals onder de naam Leon van der Velden. Als onderdeel van het duo 'In Front' bracht hij in 2008 een album uit. Hij is een erkend Elvis-imitator.[4]